# Марь цельнолистная
Марь цельноли́стная, бли́тум До́брого Ге́нриха, или жминда обыкнове́нная (лат. Blítum bónus-hénricus, Chenopódium bonus-henricus), — многолетнее травянистое рудеральное растение, вид рода Блитум (Blitum), выделенного из рода Марь (Chenopodium) семейства Амарантовые (Amaranthaceae). Ранее помещалось в семейство Маревые (Chenopodiaceae).
Синонимы
- Agathophytum bonus-henricus (L.) Moq.
- Agatophyton bonus-henricus (L.) E.H.L.Krause
- Anserina bonus-henricus (L.) Dumort.
- Atriplex bonus-henricus (L.) Crantz
- Blitum perenne Bubani
- Blitum bonus-henricus L.
- Chenopodium hastatum St.-Lag.
- Chenopodium ruderale Kit. ex Moq.
- Chenopodium ruderale St.-Lag.
- Chenopodium sagittatum Lam.
- Chenopodium spinacifolium Stokes
- Chenopodium triangulare Dulac
- Chenopodium triangularifolia Gilib.
- Orthospermum bonus-henricus (L.) Schur
- Orthosporum bonus-henricus (L.) T.Nees

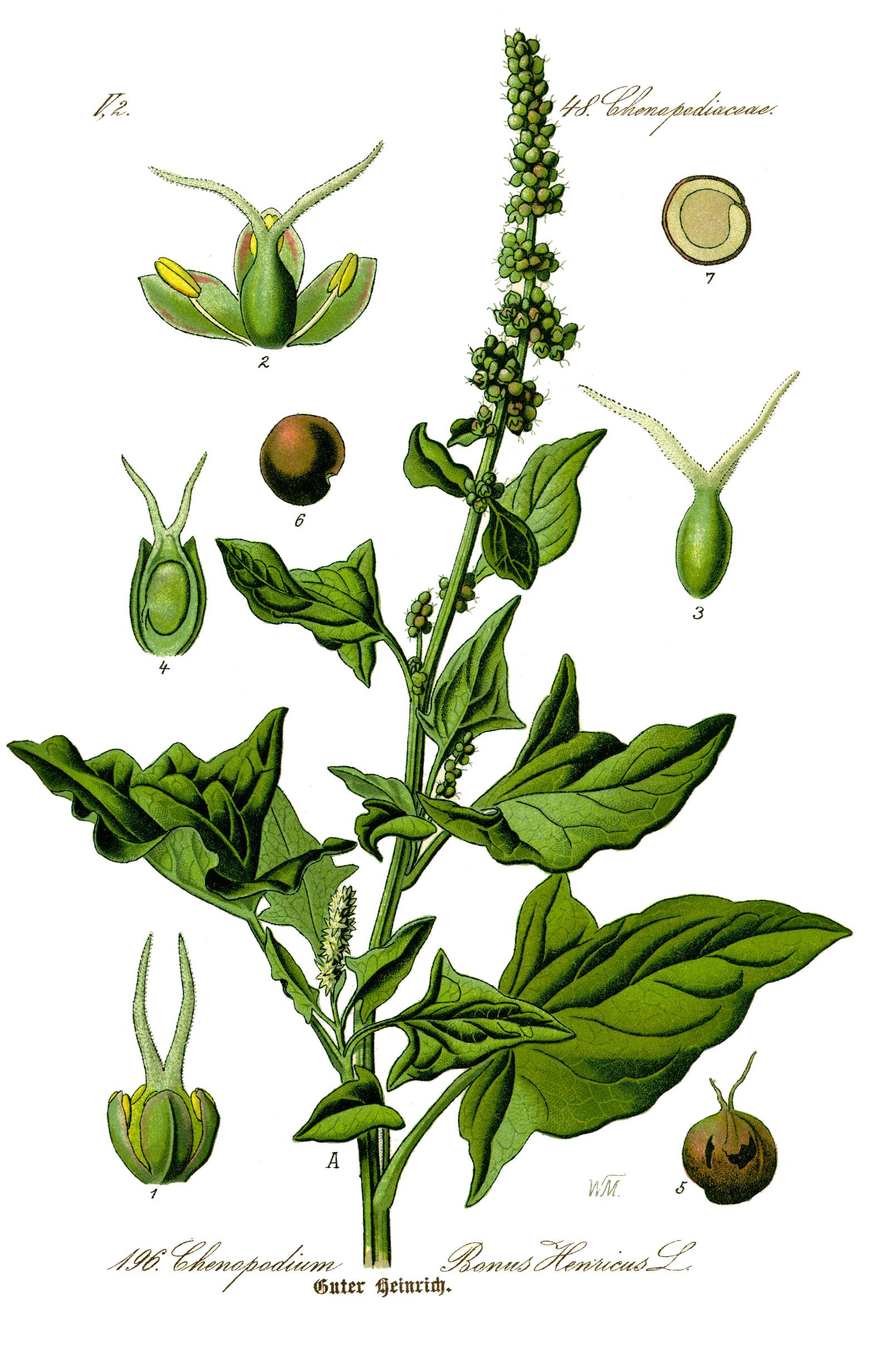

- Orthosporum unctuosum Montandon

## Распространение и экология
Область естественного распространения покрывает всю Европу, откуда растение было занесено во многие другие регионы мира, в том числе в Америку. В России встречается только в лесной зоне европейской части, редкое растение. Обычно произрастает на мусорных местах и вдоль дорог, иногда среди посевов.

## Ботаническое описание
Травянистое растение высотой около 60 см, покрытое белёсым, часто клейким, налётом. Стебли толстые, маловетвистые, плотно облиственные.
Листья на длинных черешках, 5—10 см в длину, в нижней части растения треугольно-копьевидные или стреловидные, в верхней части — яйцевидно-ланцетные и ланцетные.
Цветки мелкие, диаметром 3—5 мм, зелёного цвета с пятью лепестками, образуют колосовидные соцветия.
Семена красновато-зёленые, 2—3 мм в диаметре.

## Значение и применение
В Средние века в Европе растение культивировалось как овощное, но было вытеснено огородным шпинатом (Spinacia oleracea), который был завезён с Ближнего Востока крестоносцами. С тех пор в английском языке одно из названий растения — англ. lincolnshire spinach (линкольнширский шпинат).
Молодые побеги могут заменить спаржу. Соцветия могут быть использованы для тушения вместо брокколи.
Растение использовалось в народной медицине для лечения кожных заболеваний, содержит железо и витамин C и сапонины.
По наблюдениям сделанных в Швеции поедался иногда лишь козами, остальные виды скота не поедают.